# Eupeodes nigroventris
Eupeodes nigroventris là một loài ruồi trong họ Ruồi giả ong (Syrphidae). Loài này được Fluke mô tả khoa học đầu tiên năm 1933. Eupeodes nigroventris phân bố ở miền Tân bắc (Greenland)